# Moisei
Moisei es una comuna ubicada en el distrito de Maramureș, Rumania.

## Superficie
Cuenta con una superficie de 112,6 kilómetros cuadrados.

## Demografía
Hasta 2021 la población era de 9317 habitantes, con una densidad de población de 82,72 habitantes por kilómetro cuadrado.